# Еваристо Перес де Кастро-і-Бріто
Еваристо Перес де Кастро-і-Бріто (ісп. Evaristo Pérez de Castro y Brito; бл. 1778 — 28 листопада 1848) — іспанський дипломат і політик, державний секретар і голова Ради міністрів країни за правління Фернандо VII та регентки при малолітній Ізабеллі II Марії-Христини Бурбон-Сицилійської.